# De Marne
De Marne és un municipi de la província de Groningen, al nord dels Països Baixos. L'1 de gener del 2009 tenia 10.565 habitants repartits sobre una superfície de 240,31 km² (dels quals 72,71 km² corresponen a aigua).

## Centres de població
Broek, Eenrum, Hornhuizen, Houwerzijl, Kleine Huisjes, Kloosterburen, Kruisweg, Lauwersoog, Leens, Mensingeweer, Molenrij, Niekerk, Pieterburen, Schouwerzijl, Ulrum, Vierhuizen, Warfhuizen, Wehe-den Hoorn, Westernieland, Zoutkamp i Zuurdijk.

## Administració
| Partit         | 1990 | 1994 | 1998 | 2002 | 2006 |
| PvdA           | -    | -    | 5    | 4    | 5    |
| CDA            | -    | -    | 4    | 3    | 3    |
| ChristenUnie * | -    | -    | 2    | 3    | 3    |
| VVD            | -    | -    | 2    | 3    | 2    |
| GroenLinks     | -    | -    | 2    | 2    | 2    |
| Altres         | -    | -    | -    | -    | -    |
| Total          | 15   | 15   | 15   | 15   | 15   |

* des de 2002 amb GPV